# Acrida ungarica
Acrida ungarica är en insektsart som först beskrevs av Herbst 1786.  Acrida ungarica ingår i släktet Acrida och familjen gräshoppor.

## Underarter
Arten delas in i följande underarter:
- A. u. mediterranea
- A. u. ungarica

## Bildgalleri

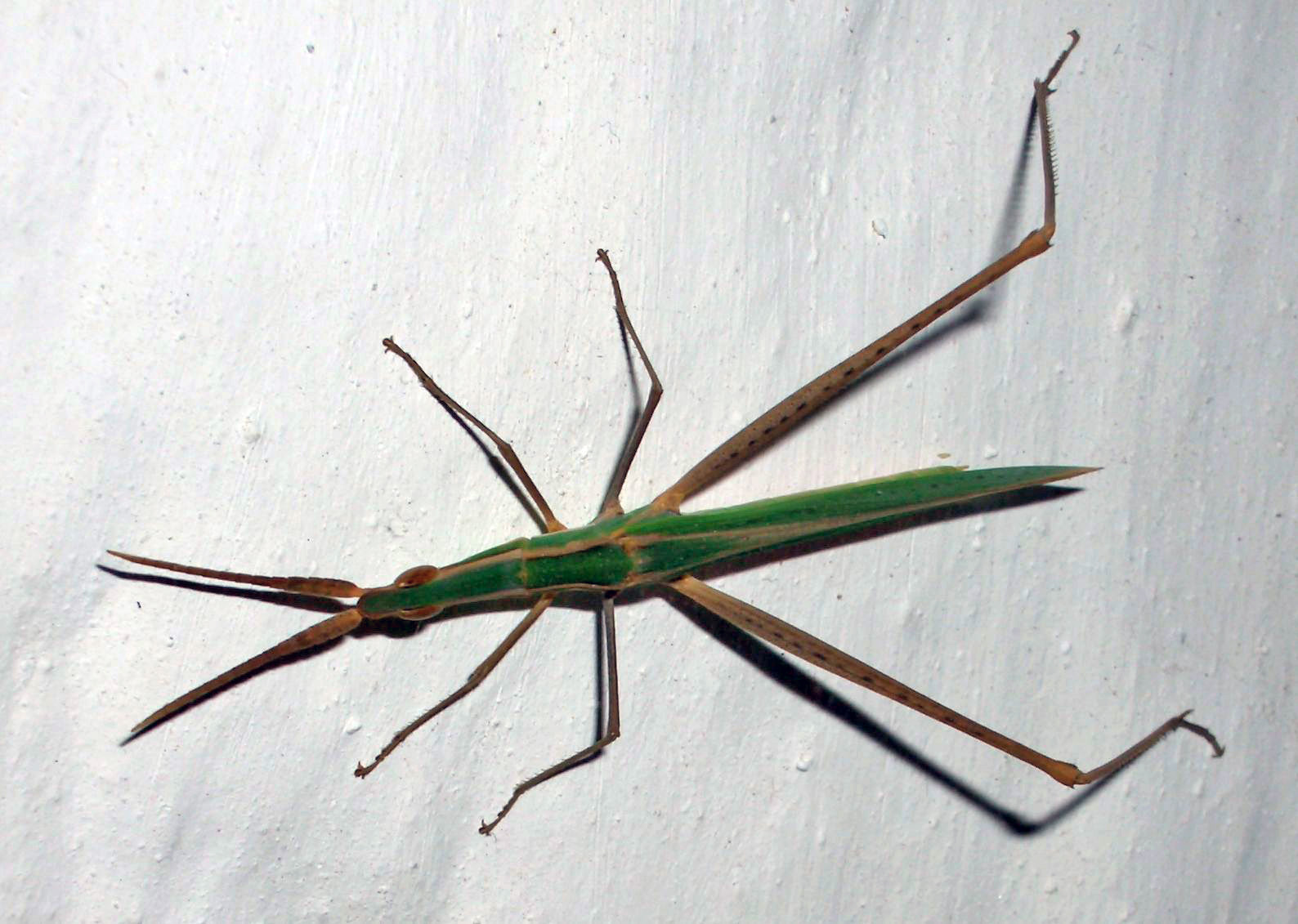
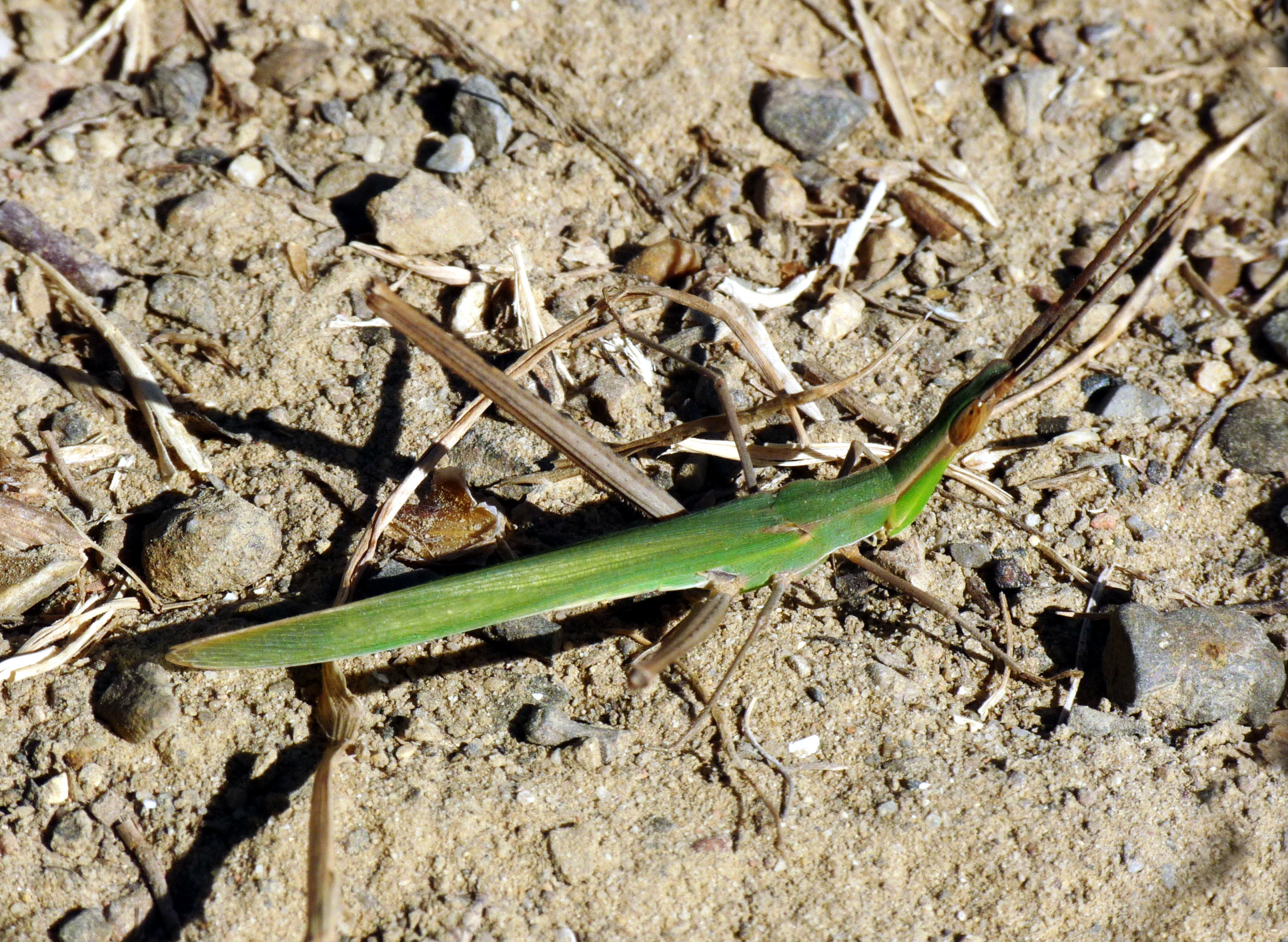
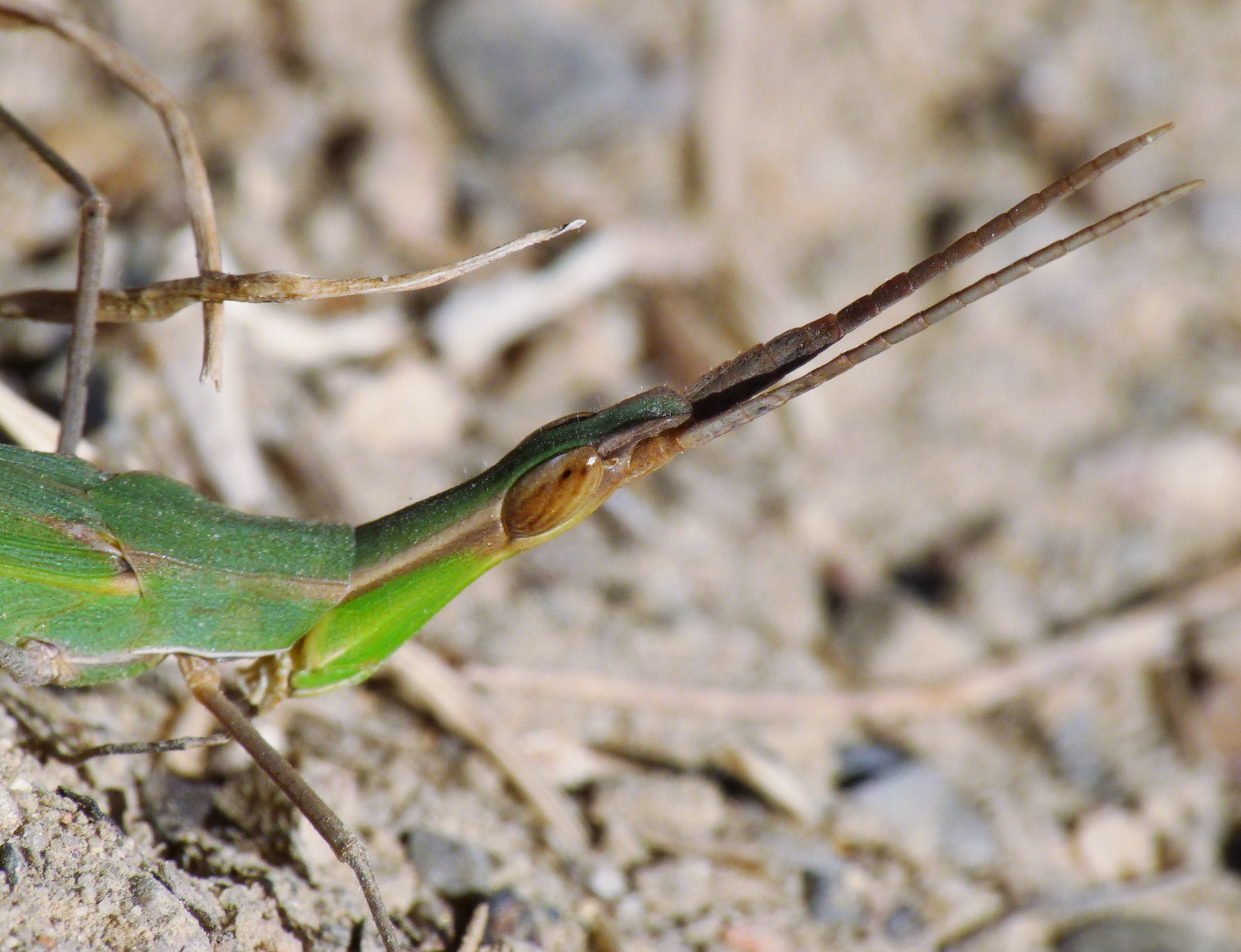